# Mas Carles (Fontanilles)
El Mas Carles és una obra de Fontanilles (Baix Empordà) inclosa a l'Inventari del Patrimoni Arquitectònic de Catalunya.

## Descripció
El mas Carles està situat al costat de la carretera que va de Pals a Torroella de Montgrí. Com quasi totes les masies de la zona ha anat creixent amb el pas de les diferents èpoques, i actualment al voltant del nucli antic hi podem trobar tota una sèrie de coberts i pallisses.
Aquest nucli principal està cobert amb coberta de teules dues aigües, mentre que les estructures portants estan fets amb pedra i morter de calc amb una posterior arrebossat.
Cal destacar la important galeria que té l'edifici en la part superior del nucli.